# Cisterna romana (Affile)
Cisterna di epoca romana sita ad Affile, in provincia di Roma.

## Descrizione
È a pianta rettangolare. Le misure sono: 2,98 metri (10 piedi romani) per 17 circa, lo spessore dei muri è, invece, 60 cm (2 piedi romani), coperta da una volta a botte, realizzata in opera cementizia.
All'esterno vi sono tracce in opus reticolatum, mentre all'interno non vi sono rivestimenti, almeno non visibilmente ad eccezione di tracce d'intonaco sulla volta. Un'apertura di circa un metro consentiva di attingere l'acqua dalla cisterna.
Fu donata nel 1005 al Monastero di San Benedetto di Subiaco.

## La chiesa di Sant'Angelo"supra cisternam"con l'annesso monastero
Nel 999 Ottone III fece costruire una chiesa dedicata a San Michele Arcangelo, San Benedetto e Sant'Adalberto, detta più semplicemente chiesa di Sant'Angelo. Di questa chiesa e dell'annesso monastero non rimane nulla. Risultano scomparsi già nel XVI secolo, tuttavia rimane citata per la 1ª volta l'11 agosto del 999.

## L'edificio ad est
10 metri circa ad est vi è una costruzione, nonostante un intonaco moderno, vi si possono ammirare brandelli in opus reticolatum in blocchetti di pietra calcarea irregolari. Si tratta di un edificio a pianta rettangolare.
Il piano inferiore, oggi adibito a cantina, conserva tratti di pareti originarie in opus mixtum con alcuni pezzi in opus reticolatum. Le pareti sono alte 55 centimetri (circa 2 piedi romani) e rifacimenti in laterizio in tre filari alti 16 centimetri cadauno. Il pavimento è in cocciopesto.